# Margita Adamčíková
Margita Adamčíková (* 6. dubna 1958) je slovenská politička strany SMER, po sametové revoluci československá poslankyně Sněmovny lidu Federálního shromáždění za SDĽ, počátkem 21. století zastupitelka krajského zastupitelstva v Košickém kraji.

## Biografie
V 80. letech byla členkou Komunistické strany Slovenska a pracovala na Okresním národním výboru.
Ve volbách roku 1992 byla zvolena do Sněmovny lidu Federálního shromáždění za postkomunistickou SDĽ. Ve Federálním shromáždění setrvala do zániku Československa v prosinci 1992.
V krajských volbách na Slovensku roku 2001 se stala poslankyní zastupitelstva Košického kraje. Kandidovala za volební koalici SDĽ, HZDS a SOP. V zastupitelstvu byla členkou mandátové a dopravní komise. Poslanecký post zastávala do roku 2005. Později byla členkou odštěpenecké formace Sociálnodemokratická alternatíva. V krajských volbách na Slovensku roku 2009 kandidovala za stranu SMER. Do SMERu vstoupila v roce 2009. V květnu 2012 se stala za tuto stranu ředitelkou úřadu práce v Košicích. V té době se uvádí jako zastupitelka SMERu v městském zastupitelstvu Košic.